# Přehrada Tekeze
Přehrada Tekeze je přehradní nádrž s hydroelektrárnou na stejnojmenné řece v severní části Etiopie. Přesněji se nachází zhruba 80 km západně od města Mekele v hlubokém kaňonu na rozhraní regionů Amharsko a Tigraj. Oblouková betonová hráz s dvojitým zakřivením, jejíž délka činí 450 metrů, je vysoká 188 m a v době svého dokončení byla nejvyšší v Africe. Celkový objem nádrže dosahuje 9,293 km³. Plocha povodí řeky k profilu hráze má rozlohu 29 404 km². Průměrná nadmořská výška této hornaté oblasti, jejíž převážná část se nalézá na území Amharska, je 2064 m.

## Využití

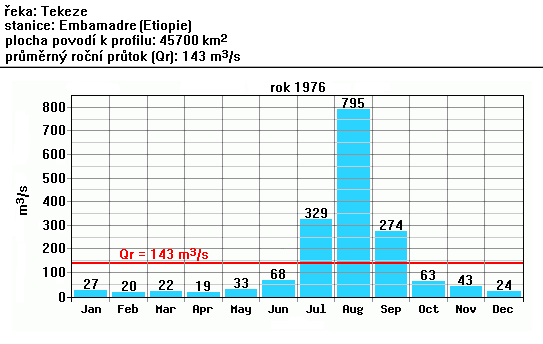
Neovlivněné rozložení průtoku během roku 1976 ve stanici Embamadre

### Výroba elektrické energie
Hlavní účel přehrady je zadržovat dostatečné množství vody pro výrobu elektrické energie. Z celkového objemu nádrže 9,3 km³ lze pro provoz elektrárny využít zásobní objem 5,3 km³. Elektrárna se čtyřmi Francisovými turbínami s celkovým výkonem 300 MW je umístěna na pravém břehu v kaverně vytesané ve skále. Délka podzemního prostoru činí 98 m. Jeho šířka je 18 m a výška dosahuje 38 m. Hydroelektrárnu s etiopskou energetickou sítí v Mekele spojuje 105 km dlouhé přenosové vedení.

### Vliv na vodní režim a zemědělství
Další význam přehrady spočívá v regulaci nevyrovnaných průtoků řeky. Po dokončení stavby hráze a uvedení elektrárny do provozu v roce 2009 byl výrazně změněn vodní režim dolní Tekeze a řeky Atbary. V období dešťů přehrada zadržuje vodu, která pak během suchého období slouží k nalepšování průtoku. To má značný význam pro zemědělce v Súdánu, kteří hospodaří níže po proudu. Změna vodního režimu však kromě výhod pro zemědělce přináší i ekologické problémy.
Množství vody v řece nad přehradou v jednotlivých měsících i letech výrazně kolísá. Ročně do přehrady přitéká průměrně 3,75 km³ vody.